# Андо, Кенске
Кенске Андо (яп. 安藤 謙介; 1854—1924) — японский государственный деятель. В начале своей деятельности был лектором японского языка в Санкт-Петербургском университете.

## Биография
Родился в 1854 году в деревне Ханэ округа Аки и был старшим сыном самурая Цунэсабуро Андо рода Тоса. В 1873 году переехал в Токио и поступил в школу Николая Японского; затем изучал русский язык в Токийской школе иностранных языков. Он также выучил французский язык у Чомина Накаэ.
В апреле 1876 года по рекомендации Кайсю Кацу он поступил в Министерство иностранных дел Японии и был направлен в Корсаковское консульства на Сахалине. В 1878 году стал членом Петербургской миссии японского посольства и в столице Российской империи изучал право, посещая в качестве вольнослушателя лекции в Санкт-Петербургском университете. С 1882 года он стал преподавателем японского языка в университете.
Изучил русский язык в совершенстве, говорил и писал на нём не только свободно, но и изящно. В японском посольстве занимал должность помощника секретаря. Уволенный из посольства при сокращении штатов, Андо не вернулся на родину, как требовалось по окончании срока заграничной командировки, а остался в России для дальнейшего совершенствования знаний. Университет, руководствуясь представлением Министерства иностранных дел о важности преподавания японского языка на факультете восточных языков для дипломатической службы, в 1881 году пригласил Андо читать на факультете японский язык и преподавать студентам китайскую каллиграфию в качестве вольнонаёмного преподавателя.
Принятый вновь на службу в японское посольство в 1883 году, на этот раз секретарём посольства, Андо продолжал безвозмездно в течение двух лет преподавание языка в университете и был награждён Орденом Св. Станислава 2-й степени.
В 1884 году Андо вернулся в Японию, где в 1885 году поступил на службу в Министерство юстиции и в июле 1887 года был назначен прокурором. Занимал должности главного прокурора окружного суда Гифу, окружного суда Маэбаши, окружного суда Кумамото и окружного суда Иокогамы.
В апреле 1896 года он был назначен губернатором префектуры Тояма во втором правительстве Ито и ушел в отставку в апреле 1897 года. В январе 1898 года, когда было сформировано третье правительство Ито, он стал губернатором префектуры Тиба — до августа того же года, когда был сформировано новое правительство — Окума. После этого он занимал пост президента пожарной страховой компании Нарита, а в 1903 году был избран в Палату представителей от города Такаока префектуры Тояма.
В ноябре 1904 года он стал губернатором префектуры Эхимэ, в июле 1909 года вышел в отставку. После этого он занимал пост президента рыболовной компании Ханхэ. В сентябре 1911 года он был назначен губернатором префектуры Нагасаки, занимая эту должность до декабря 1912 года. В сентябре 1913 года он стал губернатором префектуры Ниигата и занимал этот пост до апреля 1914 года, когда вышел в отставку. После этого он был мэром Иокогамы и Киото.
Умер 30 июля 1924 года.
Сочинения:
- Очерки Кореи по японским источникам. // «Морской сборник». — № 6, июнь 1882.
- Очерки истории японского уголовного права и судопроизводства. Перевод с японского. Издано по распоряжению императорского японского посланника в Санкт-Петербурге. г. Ханабуса. — СПб., 1885.
- Лист японской хрестоматии, писанный (азбукой) катаканой и тексты (В первом томе китайской хрестоматии проф. В. П. Васильевва).